# SR.N4
O hovercraft SR.N4  (também conhecido como Mountbatten class hovercraft) é um grande veículo de passageiros e de transporte de automóveis construído pela British Hovercraft Corporation (BHC).